# Ramón Franco
Ramón Franco y Bahamonde Salgado Pardo de Andrade (ur. 1896, zm. 28 października 1938) – hiszpański lotnik i podpułkownik armii hiszpańskiej, brat generałów Francisco Franco i Nicolása Franco.
W 1914 rozpoczął służbę w Maroku jako oficer piechoty. W 1920 został skierowany do wojsk lotniczych. W 1926 wraz z Julio Miqueleizem dokonał przelotu samolotem Plus Ultra z Hiszpanii do Buenos Aires (stolicy Argentyny). Dystans 10 270 km pokonał w czasie 59 godzin i 39 minut. Kolejna próba przelotu transatlantyckiego w 1929 zakończyła się niepowodzeniem. Samolot musiał wodować, a załogę uratował okręt brytyjski.
W 1930 wraz z innymi pilotami o poglądach republikańskich rozrzucał nad Madrytem ulotki o rewolucji republikańskiej, która rzekomo miała już ogarnąć Hiszpanię. Zagrożony aresztowaniem uciekł do Portugalii. Od 1930 do 1931 przebywał na emigracji, a od 1931 do 1933 był deputowanym do parlamentu z ramienia lewicy. Opowiadał się za republiką, ale w wojnie domowej poparł brata Francisco. Kiedy wybuchła wojna domowa, Ramón Franco sprawował funkcję attaché w ambasadzie hiszpańskiej w USA.
Zginął w wypadku lotniczym, u wybrzeży Majorki.